# Churton
Churton är en ort och civil parish i Cheshire West and Chester i Cheshire i England. Orten har 289 invånare (2001). Det inkluderar Churton By Aldford, Churton By Farndon och Edgerley. Skapad 1 april 2015.